# دوغان بايركتار
دوغان بايركتار ممثل تركي ولد في اسطنبول، تركيا، 24 أبريل 1995.

## حياته وعمله
ولد عام 1995 في إسطنبول. شارك دوغان بايراكتار، الذي درس الطيران المدني وخدمات المقصورة في جامعة نيشانتاشي، في مسابقة أفضل نموذج في تركيا لعام 2015 التي نظمها إركان أوزرمان أثناء تعليمه الجامعي وتم اختياره ليكون العداء الثاني. كان لديه أول تجربة تمثيلية له مع مسلسل مقاتل، الذي بدأ البث على Fox في عام 2017. لاحقًا، قام بدور في المسلسل التلفزيوني زهرة الثالوث. لعب شخصية «كوركوت بوجرا أورباي» في مسلسل نحلة 2039 الذي تم بثه على BluTV بين 2021-2022. أخيرًا، لعب دور «إيكين» في المسلسل التلفزيوني ابتسم لقدرك الذي تم بثه على قناة Fox في عام 2022.

## أعماله
| مسلسلات   | مسلسلات                         | مسلسلات                       | مسلسلات   |
| العام     | العنوان                         | الدور                         | ملاحظات   |
| --------- | ------------------------------- | ----------------------------- | --------- |
| 2020-2017 | مقاتل                           | ضابط أول الرقيب سلجوق ينيلميز | بطولة     |
| 2020      | زهرة الثالوث                    | أصلان أصلان باي               | بطولة     |
| 2022      | ابتسم لقدرك                     | إيكين                         | بطولة     |
| 2023      | خير الدين بربروس: مرسوم السلطان | كريستوفر                      | بطولة     |
| 2023-     | فاتح القدس صلاح الدين الأيوبي   | أحمد                          | دور مساعد |

| الافلام   | الافلام   | الافلام             | الافلام |
| العام     | العنوان   | الدور               | ملاحظات |
| --------- | --------- | ------------------- | ------- |
| 2022-2021 | نحلة 2039 | كوركوت بوجرا أورباي | بطولة   |

## وصلات خارجية
- دوغان بايركتار على موقع IMDb (الإنجليزية)
- دوغان بايركتار على إنستغرام